# 南京臨時政府の行政区分
南京臨時政府の行政区分では、1911年10月10日の辛亥革命発生により各省に設置された軍政府及び、南京臨時政府における行政区分を概説する。それ以外の政権における行政区分に関しては中華民国の行政区分の項目を参照。
1911年（宣統3年）10月10日、武昌にて辛亥革命（武昌が勃発、清朝勢力を駆逐すると10月11日に湖北軍政府を設置、中華民国を国号に定め各省に対し呼応を呼びかけ、その結果湖南、陝西、山西、浙江、江蘇、貴州、安徽、広西、福建、広東で軍政府が成立している。
辛亥革命で成立した軍政府は『中国同盟会革命方略』に従い中華民国を国号とし、都督府を設置、軍政機構を組織した。軍政府は省単位で整理したが、上海や重慶等の特殊地域では省軍政府以外に独立した軍政府が別に組織された。
これらの軍政府は独立した地方政権であり中央政府が存在せず、その地方行政区画については各軍政府により決定された。
また都市部に関しても江蘇省を中心に自治組織が形成されたが、それらは県の一部としての市制であり、南京臨時政府時代には県級行政区と同等の市は設置されていない。